# Апетити ми расту
Апетити ми расту је четврти соло албум репера Ђуса (енгл. Juice), који је издат 2012. године. На албуму се налази 14 песама.